# Loving Awareness Band
De Loving Awareness Band was een Britse hype-popgroep, die in 1976 met veel tamtam werd aangekondigd als de nieuwe Beatles.
Daar er toen al jaren werd gespeculeerd over een eventuele reünie trok het inderdaad de aandacht. Het bleek echter een promotiestunt van Radio Caroline-eigenaar Ronan O'Rahilly die zijn radiostation definitief een hippie-imago wilde bezorgen. Loving Awareness, LA, werd een soort mythische new age-achtige pseudo-religie, gebaseerd op de sfeer die met name John Lennon en George Harrison uitstraalden: vrije liefde, solidariteit met armen en verdrukten, drugsgebruik, goeroe's en Peace.
De lp van de Loving Awareness Band, uitgebracht op platenlabel Polydor, is sindsdien onder zeezenderfans een collector's item geworden. Hij is daarom later opnieuw uitgebracht door de Stichting Media Communicatie in Amsterdam (1992) en op Morelove Records (1996), en in 2006 door de anorak-groep Caroline Organisation in de originele hoes op cd.
De groepsleden werden later de begeleidingsgroep The Blockheads van Ian Dury en speelden toen pubrock.